# Karangkamiri
Karangkamiri is een bestuurslaag in het regentschap Ciamis van de provincie West-Java, Indonesië. Karangkamiri telt 5548 inwoners (volkstelling 2010).